# Ratusz w Szydłowcu
Ratusz w Szydłowcu – późnorenesansowy budynek, który jest siedzibą burmistrza i administracji samorządowej Szydłowca.
Ratusz został wybudowany w latach 1602–1629 i zgodnie z regułami prawa magdeburskiego umiejscowiony pośrodku czworobocznego Rynku.

## Historia

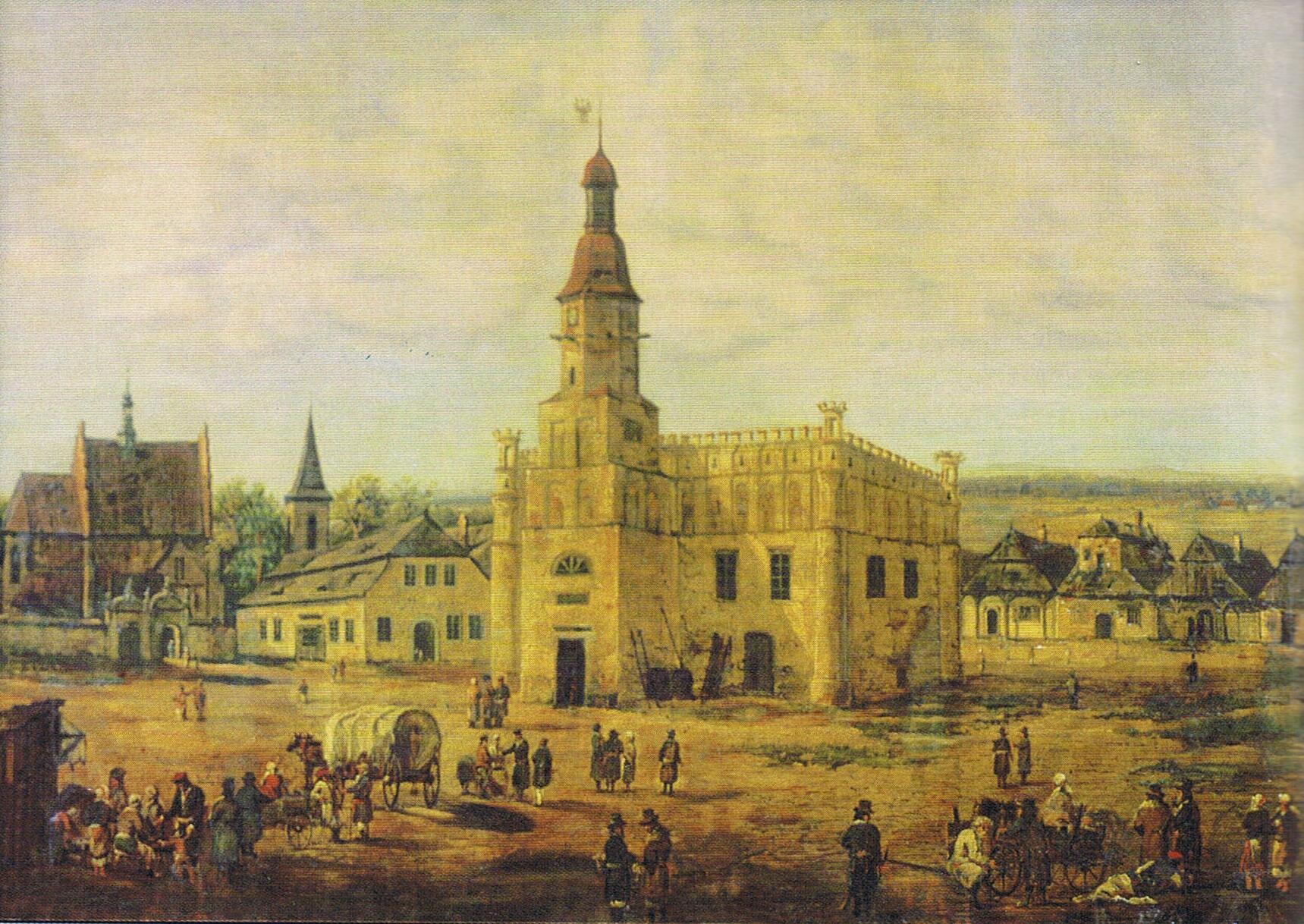
Ratusz na obrazie Józefa Szermentowskiego

Przy projektowaniu i pracach budowlanych zatrudnieni zostali Kasper Fodyga, a później jego brat Albrecht. Fundusze na budowę ratusza, rozpoczęto zbierać w 1599 roku, po trzech latach zebrano wystarczającą sumę. W 1626 roku ukończono budowę bryły ratusza, pozostały tylko zadaszenie i tynk. Trzy lata później ukończono budowę ratusza, a przed frontem ustawiono pręgierz. Na wieży ratusza umieszczono renesansowy hełm (częściowo różniący się od obecnego), niewielkie hełmiki na bocznych wieżyczkach oraz zegar. Ratusz otynkowano no biało a w attyce wymalowano Mękę Pańską metodą sgraffito. 
W 1809 roku został zdewastowany przez Austriaków, następnie planowano jego rozbiórkę i postawienia nowego ratusza otoczonego sklepami, jednak tego planu nie zrealizowano. Ponownie budynek ucierpiał podczas I wojny światowej. Górne piętra wieży zostały wysadzone w powietrze, a ponieważ miasto nie posiadało funduszy na jej odbudowę została nakryta dachem, a wejście na piętro poprowadzono zewnętrznymi schodami. Budynek przebudowywano w 1809, 1918, i 1945 roku ostatecznie uzyskując obecną formę.

## Opis
Ratusz zbudowany jest na planie prostokąta, posiada w każdym rogu wieżyczkę. W części wschodniej budowli umieszczona jest wysunięta na zewnątrz wieża wzniesiona na planie kwadratu przechodząca u góry w ośmioboczną. Wieża sklepiona jest kopułą z sygnaturką. Poniżej znajduje się balkon, a pod nim trzy zegary. W podziemiu wieży znajdowało się więzienie. Na piętrach umieszczone są okna z kamiennymi obramieniami i gzymsami. Łukowate okna w attyce wybite zostały w XIX wieku. Obecnie budynek jest otynkowany na biało.
Obecnie ratusz jest siedzibą władz miejskich. Ponadto mieści się tu urząd stanu Cywilnego i Wydział Spraw Obywatelskich. W wykutej w skale piwnicy znajduje się kawiarnia "Piwnica Szydłowiecka".
Budowla ta należy do najlepiej zachowanych późnorenesansowych zabytków w Polsce.

## Galeria

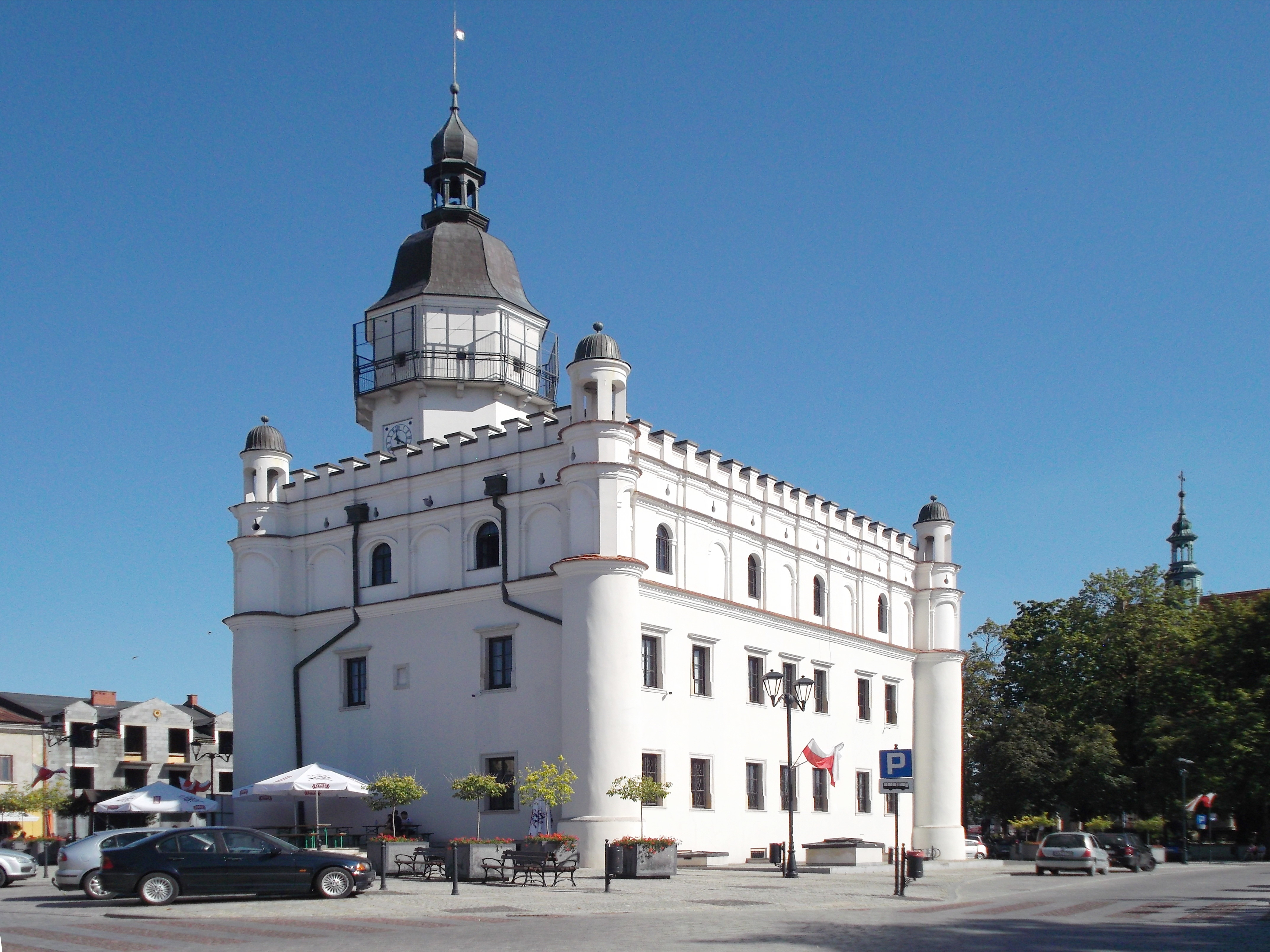
Elewacja tylna
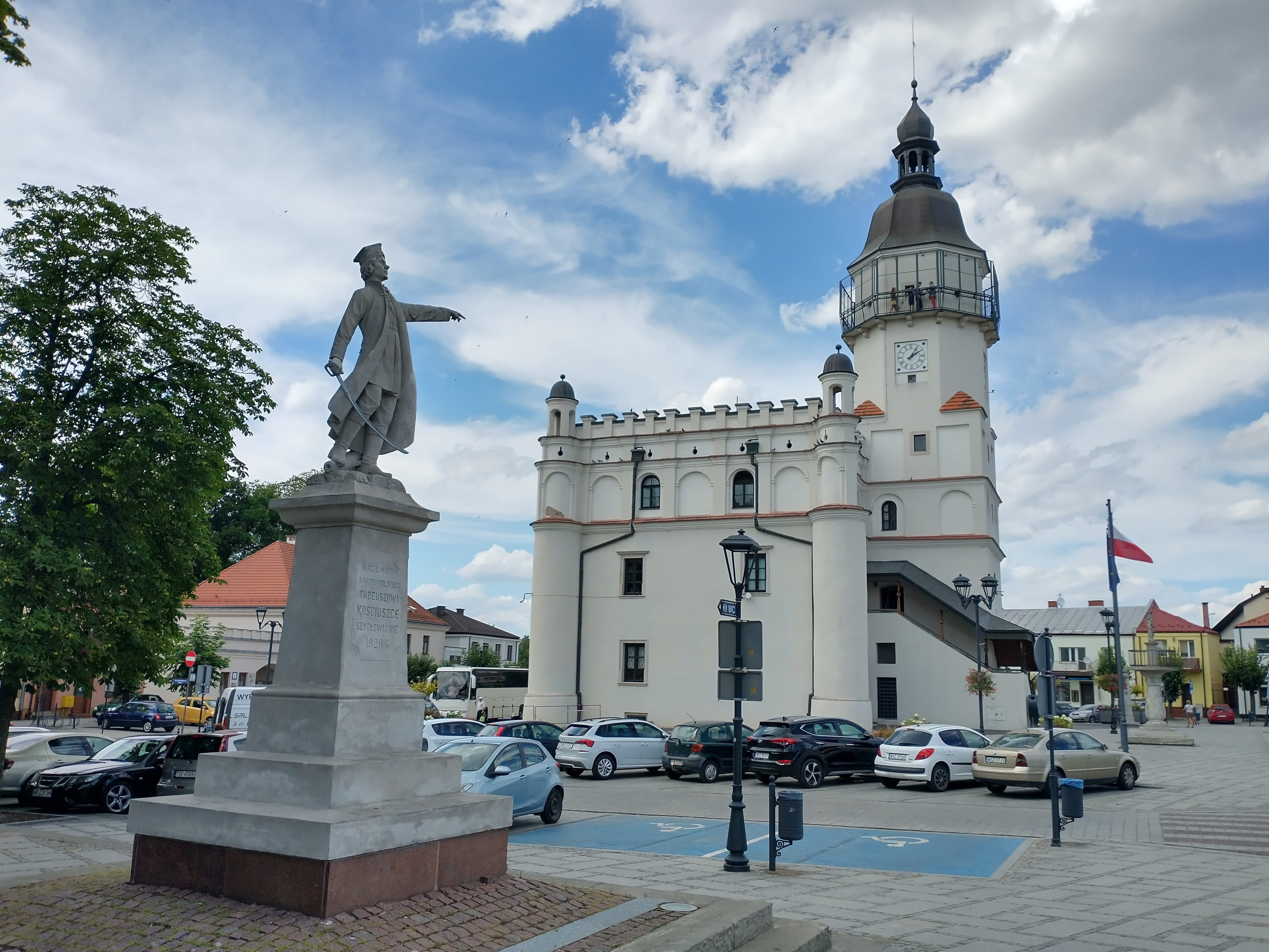
Widok z pomnikiem Kościuszki
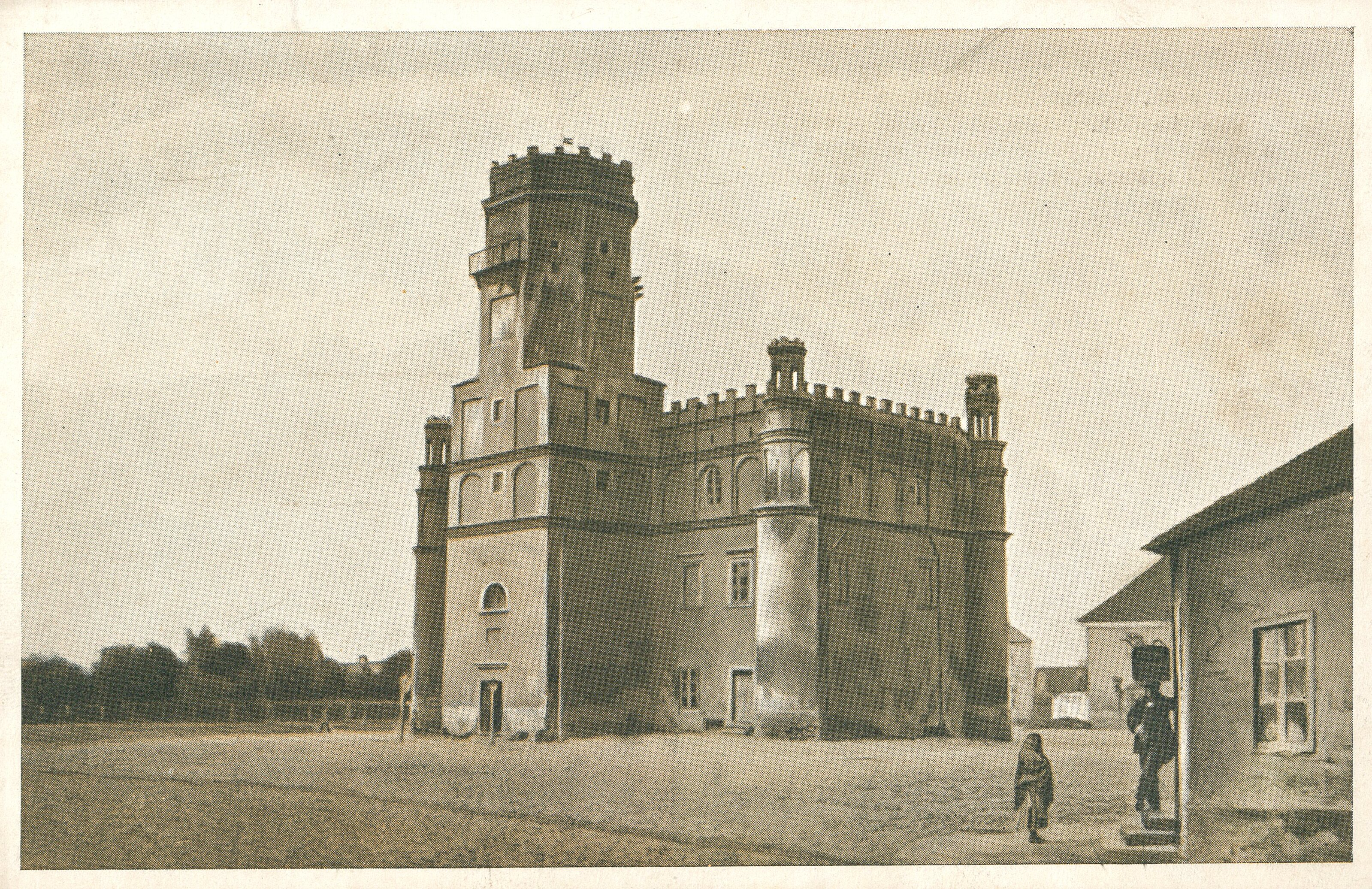
Ratusz przed 1945